# Gideon Fell e il caso dei suicidi
Gideon Fell e il caso dei suicidi (titolo originale The Case of the Constant Suicides) è un romanzo giallo  di John Dickson Carr, pubblicato nel 1941, tredicesimo della serie che ha come protagonista il dottor Gideon Fell.

## Trama
Il professor Alan Campbell, convocato in Scozia per una riunione di famiglia con parenti del ramo locale, che non ha mai conosciuto, si trova per un disguido a dover dividere lo scompartimento sul treno con sua cugina Kathryn Campbell, che per di più scopre essere la titolare del misterioso pseudonimo "K.I.Campbell", con il quale aveva avuto un vivace battibecco sulle pagine di una rivista scientifica. Tra litigi furiosi e una sotterranea attrazione sentimentale, i due arrivano al castello di Shira, nelle Highlands occidentali, in compagnia di un giornalista di nome Swan. Qui vengono ricevuti dal dottor Colin Campbell e dal legale di famiglia, che spiegano loro la ragione della riunione. Angus Campbell, fratello maggiore di Colin e capo del clan Campbell, è morto in circostanze misteriose e la polizia non riesce a decidere se si tratta di un suicidio o di omicidio. Angus dormiva all'ultimo piano della torre del castello, e si è apparentemente gettato da una finestra inaccessibile, mentre la porta della stanza era sprangata dall'interno. La compagnia di assicurazione con cui Angus aveva stipulato una polizza insiste per la teoria del suicidio, ma come spiegare le minacce del socio di Angus, Alec Forbes, o la scomparsa di un canile portatile che si trovava sotto il letto del defunto la sera prima? Il dottor Gideon Fell, chiamato in aiuto da Colin, inizia le indagini, ma l'influsso malefico della stanza nella torre non sembra essersi esaurito e prima che il colpevole possa essere smascherato si verificheranno altri due apparenti suicidi - o forse omicidi.

## Personaggi principali
- Alan Campbell - docente universitario
- Kathryn Campbell - sua cugina, docente universitaria
- Angus Campbell - capofamiglia del Clan Campbell
- Colin Campbell - medico, fratello minore di Angus
- Elspat Campbell - convivente di Angus
- Alec Forbes - socio in affari di Angus
- Alistair Duncan - avvocato della famiglia Campbell
- Walter Chapman - agente della Hercules Insurance Company
- Charles Swan - reporter del "Daily Floodlight"
- Jock Fleming - autista
- Dottor Gideon Fell - investigatore

## Critica
"Uno dei libri più brevi scritti da Carr, [...] più un racconto lungo che un romanzo, ma senza dubbio un Carr di prima classe. L'ambientazione sono le Highlands occidentali [...] sebbene Carr enfatizzi il lato comico della Scozia, con gare di bevute e umorismo scozzese. Malgrado la commedia e le grandi bevute, le morti (dei suicidi che il dottor Fell ritiene degli ingegnosi omicidi per via della presenza del trasportino per cani sotto il letto, del litigio con un vicino e di un diario scomparso) sono ingegnose, così come lo è il modo in cui un piccolo dettaglio fa sì che un piano perfetto vada storto; il secondo omicidio è più meccanico, e quindi meno interessante."

## Opere derivate
Nel 1961, un canale televisivo argentino trasse da questo romanzo uno sceneggiato in tre puntate dal titolo Los suicidios constantes. Il ruolo del dottor Fell era interpretato dall'attore uruguaiano Walter Vidarte.

## Edizioni
- John Dickson Carr, Gideon Fell e il caso dei suicidi, in: "Tre delitti per Gideon Fell", collana Gli speciali del Giallo Mondadori, traduzione di A.M. Francavilla, Mondadori, 2007,  p. 444, ISSN 1122-7273 (WC · ACNP).